# Tulio Etchemaite
Tulio Enrique Etchemaite (Mar del Plata, Provincia de Buenos Aires, Argentina, 10 de julio de 1987) es un futbolista argentino. Juega como delantero. Actualmente Atlético Pantoja de la Liga Dominicana de Fútbol. Tiene 38 años.

## Trayectoria
Comenzó su carrera en River, proveniente de Club Atlético Cadetes de San Martín de Mar del Plata. Anteriormente tuvo un paso por las inferiores de Argentinos Juniors. Participó de la gira del equipo de Primera por Corea en agosto de 2007 para disputar la Copa de la Paz, ingresando en el encuentro ante el Olympique Lyonnais. Un conflicto por su pase derivó en una suspensión de tres meses (por figurar inscrito simultáneamente en dos clubes) que retrasó su debut profesional.
Había debutado promisoriamente en la Primera de River en un amistoso ante el VfL Wolfsburg, donde marcó un gol.
A raíz del conflicto por su pase se marchó a la filial del América de México, el Socio Águila Fútbol Club, donde jugó hasta el 2009. Luego tuvo una corta estadía en el Club Deportivo Morón, en Boca Río Gallegos y en el Aragua Fútbol Club. Jugó en el Deportivo Anzoátegui que milita en la Primera División de Venezuela.  
Ha sido presentado como refuerzo del Club Sport Herediano, campeón nacional de Costa Rica, para los próximos dos años a partir del torneo de invierno 2012, sin embargo eñ bajo nivel mostrado hace que se resienda el contrato y que posteriormente el jugador demande al club,  a comienzos de 2013 retorna al fútbol argentino a vestir una casaquilla ya conocida por él, la de Boca Río Gallegos, luego por el Club Atlético Güemes tras su paso en el club Alvarado de Mar del Plata.
Militó en el ACD Lara de la primera división de Venezuela donde es el goleador del equipo.
En 2018 llegó al club Sport Rosario de Perú y marcó dos goles en la Noche Rosarina ante Técnico Universitario de Ecuador. Luego de su gran semestre en el club canalla, luego de anotar 11 goles, aprovechó la crisis económica del club para rescindir su contrato. 
A mitad del 2018 fichó por FBC Melgar de Arequipa. Llega a las semifinales siendo eliminado por Alianza Lima a través de los penales, quedando 2-0 a favor de los limeños, fallando Tulio el primer penal.
En el 2019 ficha por el recién ascendido Carlos A. Mannucci, pero a mediados del mismo año es contratado por el Atlético Grau, que participa en la Segunda División del Perú.

## Clubes
| Club                     | País                 | Año           | Partidos | Goles |
| ------------------------ | -------------------- | ------------- | -------- | ----- |
| River Plate              | Argentina            | 2007-2008     | 1        | 1     |
| Socio Águila             | México               | 2008-2009     | 7        | 1     |
| C. D. Morón              | Argentina            | 2009          | 11       | 2     |
| Boca Río Gallegos        | Argentina            | 2010          | 19       | 9     |
| Aragua F. C.             | Venezuela            | 2010-2011     | 32       | 3     |
| Deportivo Anzoátegui     | Venezuela            | 2011-2012     | 10       | 0     |
| Herediano                | Costa Rica           | 2012          | 2        | 0     |
| Alvarado                 | Argentina            | 2013-2014     | 5        | 0     |
| Atlético Güemes          | Argentina            | 2014-2015     | 13       | 3     |
| Portuguesa F. C.         | Venezuela            | 2015          | 13       | 8     |
| Aragua F. C.             | Venezuela            | 2015          | 19       | 8     |
| A. C. D. Lara            | Venezuela            | 2016          | 15       | 7     |
| Carabobo F. C.           | Venezuela            | 2016          | 17       | 4     |
| Portuguesa F. C.         | Venezuela            | 2017          | 16       | 8     |
| Lincoln F. C.            | Gibraltar            | 2017          | 11       | 11    |
| Sport Rosario            | Perú                 | 2018          | 21       | 11    |
| FBC Melgar               | Perú                 | 2018          | 7        | 1     |
| Carlos A. Mannucci       | Perú                 | 2019          | 12       | 3     |
| Atlético Grau            | Perú                 | 2019          | 8        | 0     |
| Portuguesa FC            | Venezuela            | 2020          | 16       | 20    |
| Veraguas CD              | Panamá               | 2021          | 13       | 2     |
| Atlético Pantoja         | República Dominicana | 2021          | 9        | 2     |
| Quilmes de Mar del Plata | Argentina            | 2022          | 0        | 0     |
| San Miguel               | Argentina            | 2022-presente | 6        | 0     |
| Total carrera            | Total carrera        | Total carrera | 293      | 86    |

## Palmarés

### Campeonatos nacionales
| Título          | Club            | País | Año  |
| --------------- | --------------- | ---- | ---- |
| Torneo Clausura | F. B. C. Melgar | Perú | 2018 |